# آنگ
آواتار آنگ (به چینی: 安昂)، شخصیت خیالی و قهرمان مجموعهٔ تلویزیونی پویانمایی آواتار: آخرین بادافزار است که از شبکهٔ تلویزیونی نیکلودئون پخش می‌شد. این مجموعه توسط مایکل دانته دی‌مارتینو و برایان کونیتزکو تهیه و توسط زک تایلر آیزن صداگذاری شده‌است. آنگ آخرین بادافزار باقیمانده، یک راهب معبد جنوبی است. وی تناسخی از اوتار است، روحِ نور و صلح که در قالب انسان تجلی یافته است. آنگ به عنوان آواتار، به هر چهار عنصر (آب، باد، خاک و آتش) مسلط می‌شود و وظیفه دارد که هر چهار ملت را در تعادل و صلح حفظ کند. آنگ با داشتن ۱۲ سال، قهرمان سریال است و قبل از پیوستن به دوست‌های جدید خود (کاتارا و ساکا)، در حالیکه برای تسلط بر عناصر و نجات ملت‌ها از دست ملت آتش تلاش می‌کرد، یک قرن در یک کوه یخی زیست تعویقی داشت. شخصیت آنگ در دیگر رسانه‌ها مانند، کارت‌های تجارت، بازی‌های ویدئویی، تی‌شرت‌ها و وب‌کامیک‌ها ظاهر شده‌است. همچنین آنگ توسط نوآه رینگر در فیلم آخرین بادافزار به تصویر کشیده شده‌است در ضمن دی بی سویینی صداگذاری آنگ بزرگسال را در پویانمایی سریالی افسانه کورا انجام داده است.

## پیدایش

### آواتار: آخرین بادافزار
بعد از مرگ، آواتار روکو دوباره تجسم یافت و آنگ متولد شد و بعداً توسط گیاتسو، راهب ارشد معبد باد جنوبی و دوست آواتار روکو، بزرگ شد. آنگ حتی قبل از یادگیری یک آواتار بود، آنگ با ابداع یک روش جدید به یکی از جوان‌ترین استادان بادافزار در تاریخ تبدیل شد. در نتیجه نگرش خصمانه پادشاه آتش سوزین نسبت به ملت‌های دیگر، راهبان ارشد تصمیم گرفتند که زودتر از موعد (آواتارها معمولاً وقتی به ۱۶ سالگی می‌رسند هویت خود را آشکار می‌کنند) ماهیت آنگ را به عنوان آواتار فاش کنند. زمانی که آنگ متوجه شد که می‌خواهند او را از گیاتسو دور کنند، آنگ از صومعه فرار کرد. اگرچه راهب گیاتسو اواخر شب به اتاق خواب آنگ رفته بود تا به آنگ بگوید که دیگر به معبد باد شرقی منتقل نخواهد شد، اما دیگر خیلی دیر شده بود.

### کتاب اول: آب
در انیمیشن بعد از ۱۰۰ سال حبس آنگ در کوهٔ یخ، آنگ دوازده ساله توسط کاتارا و ساکا پیدا و آزاد شد، اما هنوز از وقایع رخ داده در طول استراحت خود بی‌خبر بود. پیدا شدن آنگ توجهٔ زوکو، شاهزاده تبعیدی ملت آتش، را به خود جلب می‌کند و آنگ مجبور به ترک آن منطقه می‌شود و کاتارا و ساکا پس از اینکه متوجه می‌شوند که آنگ آواتار است وی را همراهی می‌کنند.
آنگ و دوستان جدیدش از معبد باد جنوبی بازدید می‌کنند، در آنجا با یک لمور بال‌دار روبرو می‌شوند که بعداً آنگ نام مومو برای آن انتخاب می‌کند. در آنجا است که آنگ متوجه می‌شود که ملت آتش مردم او را از بین بردند و از جملهٔ گیاتسو را از بین بردند که باعث می‌شود آنگ روح آواتار خود را احضار کند و ۳ ملت دیگر متوجه می‌شوند که آواتار برگشته است. پس از یک‌سری اتفاقات ناگوار، آنگ با روکو روبرو می‌شود که روکو به او می‌گوید باید قبل از آمدن ستارهٔ دنباله‌دار در اواخر تابستان باید به هر ۴ عنصر مسلط شود و جنگ را خاتمه دهد.